# USA:s folkräkning 1830
USA:s folkräkning 1830 (engelska: 1830 United States census) var den femte folkräkningen i USA:s historia. Folkräkningen registrerade 12 860 702 invånare.